# معز الدين بهرام شاه بن التتمش
معز الدين بهرام شاه بن التتمش سادس سلاطين مماليك الهند في سلطنة دلهي، حكم بهرام دلهي في الفترة (1240 - 1242).